# Коврџава Сју
Коврџава Сју (енгл. Curly Sue) је америчка филмска комедија из 1991. године.

## Радња
Бил Денсер (Џејмс Белуши) и његова деветогодишња ћерка Сузан (надимак Коврџава Сју) (Алисон Портер) живе на улици, зарађујући за живот од ситних превара. Бил каже: „Радимо ово без кршења закона. Тачније, без кршења добрих закона...“.
Једног дана, Бил лажира малу несрећу, претварајући се да га је ударио ауто. Показало се да је возач овог аутомобила адвокат за развод Греј Алисон (Кели Линч), успешна слободна жена. Греј третира Била и Сју на вечеру као извињење. Убрзо, на истом подземном паркингу, Греј поново погађа Била, овог пута стварно. Из осећаја кривице, она води Била и Сју у своју кућу, што веома наљути њеног дечка Вокера. По његовом мишљењу, Греј није требало да дозволи бескућницима да манипулишу са њом, већ је требало само да да новац и остави га на улици.
За Сузан и Била почиње други живот - чист кревет, домаћа храна и удобност. Али Греј је забринут за Сјуин ниво развоја: са девет година дете не може да чита. Сју задивљује људе тако што пише сложену реч „гушење“, али не успева да уради исто са једноставном речју „мачка“. Бил намерава да оде и настави свој стари начин живота, али Греј га наговара да остане, пошто се она већ везала за девојку. Она купује нову одећу за Била и Сју и води их у ресторан, али Вокер понижава и вређа Била у ресторану и он и Сју морају да оду. После свађе са Вокером, Греј излази напоље и придружује се Билу и Сју. Успевају да проведу забавно вече док Бил и Сју, добро исплетени пар искусних уличних преваранта, демонстрирају запрепашћеном теоретском адвокату како могу да пронађу начине да добро једу и добију удобан кревет, чак и док живе на улици.
Касније, Бил признаје Греју да Сју заправо није његова рођена ћерка: случајно је срео њену мајку на Флориди, а након што је жена изненада умрла, Бил је сам почео да се брине о девојци коју је волео као своју. Када је остао без посла и новца, није могао да се натера да девојку преда у сиротиште и повео га је са собом на лутање по земљи. Греј је прожет поштовањем према Билу и одлучује да настави да му помаже.
До сада, живот наставља да се побољшава: Бил добија пристојан посао и планира да пошаље Сузан у школу. Али одбијени Вокер почиње да се свети Билу и Греју. Зове комисију за права детета, Бил завршава иза решетака јер никада званично није добио старатељство над девојчицом, а Сузан је у сиротишту. Али Греј, високопрофесионални адвокат, користи своје везе и чак прибегава уценама, приморава једног од својих клијената, господина Арнолда, да припреми неопходна документа за добијање старатељства над Сузан и плаћа кауцију тако да Бил Денсер буде пуштен из ћелије. . У међувремену, Вокер ће се срести са Грејем на истом подземном паркингу. Али Греј, схвативши да је Вокер тај који је сместио Билу и Сју из освете, удари га аутомобилом о зид. Греј, Бил и Сузан се повезују и живе као права породица.
На крају филма, Греј напушта посао адвоката, мењајући углађени Мерцедес 500 СЛ за вредни џип чироки. Сузан, која је одрасла на улици и одавно научила да се никога и ничега не плаши, уплашено прави прве кораке уз степенице до врата непознате и необичне школе; за њом, као и за сву другу децу, одмахују руком „родитељи“ који су остали код аута. Док се завршавају наслови, Греј, Бил и Сју шетају улицом као нормална америчка породица.